# Cesare Cantù
Cesare Cantù (5. prosince 1804 Brivio – 11. března 1895 Milán) byl italský učenec a spisovatel, autor řady románů, historických esejů a literární historiografie, spjatý s romantismem a katolicismem.
Byl poslancem parlamentu (1860–1867), zakladatelem Lombardského historického archivu, čestným prezidentem svazu autorů a nakladatelů (SIAE), ředitelem Státního archivu v Miláně (1873–1895).

## Životopis

### Raná léta a výuka
Cesare Cantù se narodil v Briviu v Lombardii Celsovi Cantùovi a Rachele Gallavresi. Vzdělání získal na milánském gymnáziu Sant'Alessandro. Poté, co byl odmítnut na Ghisleriho univerzitní koleji v Pavii, byl suplujícím učitelem v Sondriu, městě, kde zůstal v letech 1821–1827 spolu se svým mladším bratrem Ignaziem (1810–1877) a kde ve volném čase mohl formovat svou kulturu horlivou četbou italských i zahraničních klasiků.
V letech 1828–1832 přestěhoval do Coma, kde učil. V roce 1832 se stal učitelem na stejném gymnáziu Sant'Alessandro v Miláně, kde strávil své dospívání a kde měl možnost navázat kontakt s intelektuálním prostředím města. Především s Tommasem Grossi, Alessandrem Manzonim a právníkem Gianem Domenicem Romagnosi. 15. listopadu 1833 byl zatčen pro podezření, že je členem Mazziniho Giovine Italia. 11. října 1834 byl z vězení Porta Nuova propuštěn, ale měl zakázáno vykonávat veřejné funkce, a tedy i učit.

### Historická a literární činnost

#### Třicátá léta 20. století
Již v roce 1828 vydal báseň Algiso in Como a prokázal pozoruhodné historické schopnosti, když v letech 1829–1831 napsal knihu Storia della città e diocese di Como (Dějiny města a diecéze Como). Po příchodu do Milána se pokusil o literární kritiku a napsal esej Sulla storia Lombarda del secolo XVII (O lombardských dějinách v 17. století), vydaný v roce 1832. V témže roce vyšla kniha Il Sacro Macello di Valtellina (Posvátná jatka ve Valtellině). Po propuštění z vězení se plně věnoval literární činnosti a v letech 1836–1837 napsal čtyři knihy pohádek pro děti.

#### Margherita Pusterla a univerzální dějiny
Cantù se po úspěchu románu svého přítele Manzoniho Promessi sposi (Snoubenci) rozhodl napsat historický román Margherita Pusterla, vycházející z historického příběhu Margherity Viscontiové. Román napsal v době, kdy byl ve vězení, a kvůli rakouské cenzuře vyšel až v roce 1838.
Ve 40. letech 19. století se prosadil také v oblasti historiografie: v roce 1837 mu turínský knihkupec Giuseppe Pomba navrhl sepsání Storia Universale (Všeobecných dějin), které měly shrnout veškeré dějiny lidstva. Tváří v tvář monumentálnímu dílu, které ho čekalo, Cantù neustoupil a po podpisu smlouvy v roce 1838 napsal mezi tímto rokem a rokem 1846 toto dílo v 35 svazcích. Marino Berengo označil dílo za „nejčtenější a nejkonzultovanější historické dílo v Itálii po dobu padesáti let“. Následně byla Storia Universale v letech 1883–1890 rozšířena a dosáhla padesáti dvou svazků. I ona však byla silně ovlivněna konzervativně-klerikálním vlivem a různými filologickými omyly, zejména při zpracování starověku.

#### Od roku 1848 do spolupráce s Maxmiliánem Habsburským
Jeho konzervativní a klerikální postoj vedl Cantùa k tomu, že se přiklonil k neoguelfistické tezi, kterou vyslovil Vincenzo Gioberti v díle Primato morale e civile degli italiani, podle níž ani katolická tradice, ani principy osvícenství a francouzské revoluce nemohou být klíčem k procesu sjednocení Itálie, k němuž by bylo třeba použít specifickou národní politickou filozofii. Cantù, který nejprve v letech 1844–1845 navštívil další italské regiony a v následujícím roce Londýn a Paříž, se v roce 1846 vrátil do Lombardie, kde se jeho protirakouské postoje na úsvitu povstání v roce 1848 ještě vyostřily.
21. ledna téhož roku byl nucen uprchnout z Milána a uchýlit se do Turína, aby se do Milána vrátil až během Pěti dnů milánských První války za nezávislost. Po návratu Radeckého rakouských vojsk byl Cantù opět nucen uchýlit se na krátkou dobu do zahraničí, do Švýcarska, odkud se po amnestii pro politické exulanty vrátil do Milána, což mu mnozí vlastenci později neodpustili. V padesátých letech totiž Cantù začal spolupracovat s rakouskou vládou a snít o nezávislém království Lombardie-Benátsko s Maxmiliánem Habsburským jako králem v opozici vůči Piemontu, který pod vedením Cavoura prováděl proticírkevní legislativní politiku, s níž se katolický Cantù nemohl smířit.
V posledních letech rakouské nadvlády v Lombardii-Benátsku Cantù pokračoval ve své historické a literární činnosti a vytvořil eseje: L'Abate Parini e la Lombardia nel secolo passato (1854), Ezelino da Romano; Grande Illustrazione del Lombardo-Veneto (1857), podrobnou historicko-toponymickou encyklopedii hlavních lokalit v království; Storia di cento anni (1851) a Storia degli Italiani (1854).

#### Politická činnost
Jakmile Milán a Lombardii dobyla francouzsko-sardinská vojska Viktora Emanuela II. a Napoleona III. byl Cesare Cantù svědkem zrodu unitárního státu. Poté, co odložil své předsudky vůči savojské monarchii, byl v březnu 1860 zvolen v tehdejším Sardinském království ve volebním obvodu Almenno San Salvatore (Bergamo) do 7. zákonodárného sboru. V roce 1861 byl v Caprino Bergamasco poražen, ale přesto se 28. ledna 1863 po rezignaci svého protikandidáta dostal do parlamentu (8. zákonodárný sbor), ale vzhledem k některým neregulérním postupům byl na konci roku prohlášen za diskvalifikovaného z poslaneckého mandátu. Do parlamentu se vrátil v roce 1865, stále ve volebním obvodu Caprino Bergamasco, a setrval v něm až do 13. února 1867, kdy skončil 9. zákonodárný sbor.
Během těchto téměř sedmi let působení v parlamentu byl Cantù „osamělým řečníkem katolické strany“ a spolu s Vitem D'Ondesem Reggiem zastupoval katolickou a konzervativní frakci v parlamentu, kde dominovali liberálové a svobodní zednáři. Cantùovy projevy byly „důrazné a apokalyptické“ a jak uvádí životopisec Pietro Manfredi, téměř všechny se soustředily na obranu katolického náboženství a jeho institucí.

#### Literární tvorba
Cantù na vzdory svým politickým závazkům pokračoval ve své vědecké a historické činnosti a napsal knihu Gli eretici d'Italia (1865-1866), v níž zdůraznil pozitivní faktor, který katolická církev v Itálii sehrála, čímž dal dílu politický tón právě v letech, kdy se v parlamentu projednávala otázka Říma jako hlavního města a světské moci papežů; Storie minori (Lombardie, Valtellina, Brianza) z roku 1864 a řada vědeckých prací jako Edifizii di Milano, Storia della letteratura italiana z roku 1865, Il Conciliatore e i carbonari z roku 1878 a výše zmíněná Storia universale, zasazená do období 1838–1846 a rozšířená v období, jak bylo uvedeno výše. Posmrtně vyšel Romanzo autobiografico, který by vydán až v roce 1969. A konečně jsou tu i morální díla zaměřená na výchovu nevzdělaných katolíků: Buon senso e buongoverno (Milán, 1870), Portafoglio d'un operaio (Milán, 1871), Attenzione! Riflessi di un popolano (Milán, 1871).
Posledním Cantùovým významným dílem, které napsal v době, kdy byl ředitelem Státního archivu v Miláně, bylo Della indipendenza d'Italia. Cronistoria (1872–1877, Turín), v němž již postarší spisovatel neváhá napadat klíčové postavy Risorgimenta (jako Napoleona III. a Cavoura) a projevovat soucit s „poraženými“ nového unitárního státu, jmenovitě s Carlem Cattaneem a dokonce i s Františkem Josefem Rakouským. Cantù v díle také zůstává věrný svým antiliberálním záměrům a útočí na ideologické pozice, na nichž je budováno Italské království.

### Ředitel Státního archivu v Miláně (1873–1895)
Po smrti Luigiho Osia v roce 1873 jmenovala vláda vedená Quintinem Sellou a Giovannim Lanzou 24. dubna 1874 Cantùa prozatímním ředitelem Státního archivu v Miláně, aby se pak v prosinci 1875 stal ředitelem milánského státního archivu. Archiv pod Osiovým vedením prošel procesem soustředění různých archivních pólů roztroušených po celém Miláně v bývalém Collegio Elvetico/Palazzo del Senato, ale starý ředitel nedokázal dílo dokončit.
Cesare Cantù začal od roku 1874 vydávat časopis „Archivio Storico Lombardo“, který vydávala Società Storica Lombarda a který měl být „zároveň novinami státního archivu“. Byl to navíc on, kdo se postaral o definitivní reorganizaci archivu, když od roku 1886 přesunul všechny fondy uložené v různých prostorách roztroušených po Miláně do Palazzo del Senato, a to i díky vlivu, který měl slavný historik na milánskou společnost. Navzdory kulturní vitalitě, kterou archiv díky jeho přípravě a kultuře získal, však Cantù neměl sílu změnit v Miláně převládající archivní systém, nazývaný „peronský“ podle archiváře Luky Peroniho, který v letech 1818–1832 řídil lombardský vládní archiv. Cantù se omezil na zablokování rozdělení fondů podle tohoto systému, ale nikoli na nápravu operací, které Peroni a jeho nástupci tak pilně prováděli. Jako neprofesionální archivář Cantù pracoval ve fondech milánského archivu s mentalitou historika a zašel tak daleko, že poškodil fondy svévolným vyřazováním písemností z doby před rokem 1650, což vyvolalo v roce 1876 živou diskusi v archivní radě a přitáhlo pozornost ministerstva vnitra, které 10. března 1878 nařídilo vyšetřování.
Navzdory tomu byla Cantùova oddanost milánskému archivu obdivuhodná, neboť jej vedl až do vysokého věku a ve špatném zdravotním stavu: v posledních letech trpěl dnou, a aby mohl plnit své ředitelské povinnosti, „nechal se nosit po schodech“ do své kanceláře.
Je skutečností, že Cantù vnesl do státního archivu zápal svého bádání a iniciativy a milánský ústav velmi těžil z prestiže a slávy jeho ředitelování; dvacet let jeho vedení patřilo k nejvýznamnějším v dějinách milánského ústavu
Nicola Raponi

### Smrt a pohřeb
Cantù zůstal čilý a aktivní až do pozdního věku, dokud si podobně, jako o dvacet let dříve jeho přítel Manzoni, nezlomil v březnu 1894 stehenní kost, když vycházel z každodenní mše v kostele Santa Maria Podone na náměstí Piazza Borromeo. Od té chvíle začal jeho fyzický úpadek; zemřel 11. března 1895 v 6.25 hodin ve svém domě na Via Morigi č. 5 v Miláně (je tam umístěna pamětní deska).
Historikova smrt vyvolala v celé Itálii velký rozruch a rodina obdržela kondolence od nejvyšších civilních a církevních představitelů: mimo jiné od papeže Lva XIII., kardinála státního sekretáře Mariana Rampolly del Tindaro, krále Umberta I. a královny Margherity, neapolského prince Vittoria Emanuela a předsedy senátu Domenica Fariniho.
Pohřbu, který se konal 14. března odpoledne, se zúčastnilo obrovské množství Miláňanů, kteří lemovali celou trasu mezi Cantùovým domem a kostelem Sant'Alessandro v Zebedii, kde se konal smuteční obřad, a nakonec i cestu na hřbitov Monumentale, v jehož famediu byl historik pohřben. Dne 11. listopadu 1905 byly ostatky přeneseny z Monumentale na hřbitov v Briviu, jeho rodném městě.

### Vyznamenání
Vyznamenání uváděná Mauriziem Cassettim a Všeobecným průvodcem po Miláně za rok 1874:
- Komandér Řádu svatého Mauricia a Lazara
- Komandér Řádu italské koruny
- Rytíř Savojského občanského řádu
- Rytíř Řádu Čestné legie (Francie)
- Komandér Řádu Krista (Portugalsko)
- Velkodůstojník císařského Řádu Panny Marie Guadalupské (Mexické císařství)

## Dílo

### V češtině
- Dobré dítě: povídky mého učitele – přeložil Josef Flekáček. Praha: Václav Kotrba, 1890
- Na hradě v Briviu – in: 1000 nejkrásnějších novel... č. 90, úvod František Sekanina, ze sbírky Novelle brianzuole přeložil Bohumil Kyselý, s. 89–100. Praha: J. R. Vilímek, 1915
- Markéta Pusterlová: historická povídka – přeložil a poznámkami opatřil Bohumil Kyselý. Praha: V. Kotrba, 1916